# Kanton Fleury-les-Aubrais
Kanton Fleury-les-Aubrais (francouzsky Canton de Fleury-les-Aubrais) je francouzský kanton v departementu Loiret v regionu Centre-Val de Loire. Tvoří ho dvě obce.

## Obce kantonu
- Chanteau
- Fleury-les-Aubrais